# Sân khấu Broadway
Sân khấu Broadway, còn được gọi tắt là Broadway, là hệ thống 41 nhà hát chuyên nghiệp (500 ghế trở lên) nằm ở quận Theatre District, Manhattan, New York. Hệ thống Broadway của New York và hệ thống nhà hát West End của Luân Đôn đại diện cho đỉnh cao thành công thương mại của ngành công nghiệp sân khấu của những nước nói tiếng Anh.
Trong giới kịch nghệ Hoa Kỳ, thuật ngữ "Broadway" dùng để chỉ những nhà hát có sức chứa từ 500 chỗ trở lên. Những nhà hát nhỏ hơn sẽ được gọi là "ngoài Broadway" (off-Broadway). Còn những nhà hát sức chứa ít hơn 100 chỗ được gọi là "ngoài ngoài Broadway" (off-off-Broadway).
Broadway là một địa điểm du lịch của thành phố New York. Cuối mùa 2018-2019 (bắt đầu từ 28 tháng 5 năm 2018 và kết thúc ngày 26 tháng 5 năm 2019), Liên đoàn Broadway (The Broadway League) ước tính đã có 14.768.254 khán giả đến xem các show diễn, giúp Broadway thu về 1,8 tỉ đô-la Mỹ tiền doanh thu (trước thuế). Đây cũng là mùa giải kỷ lục với số lượng khán giả và số doanh thu cao nhất trong lịch sử.

## Danh sách các nhà hát tại Broadway
.
| Nhà hát                                    | Địa chỉ              | Số ghế |
| ------------------------------------------ | -------------------- | ------ |
| Ambassador Theatre                         | 219 West 49th Street | 1125   |

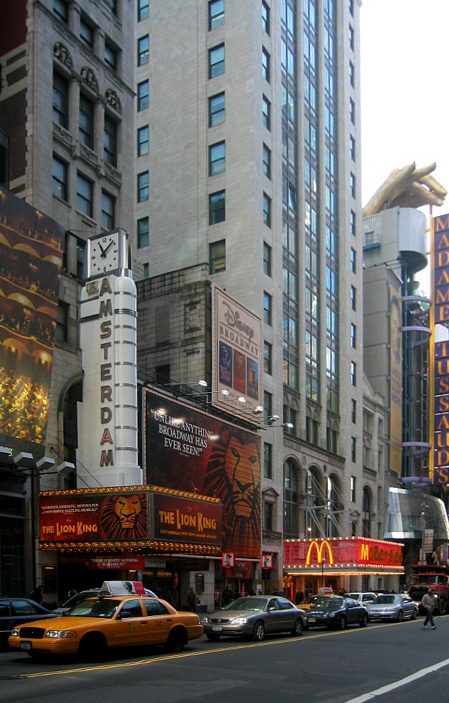
Ảnh: Nhà hát New Amsterdam đang diễn vở nhạc kịch Vua sư tử năm 2003

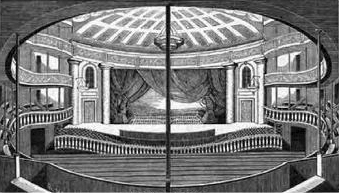
Bên trong Nhà hát Park, xây năm 1798

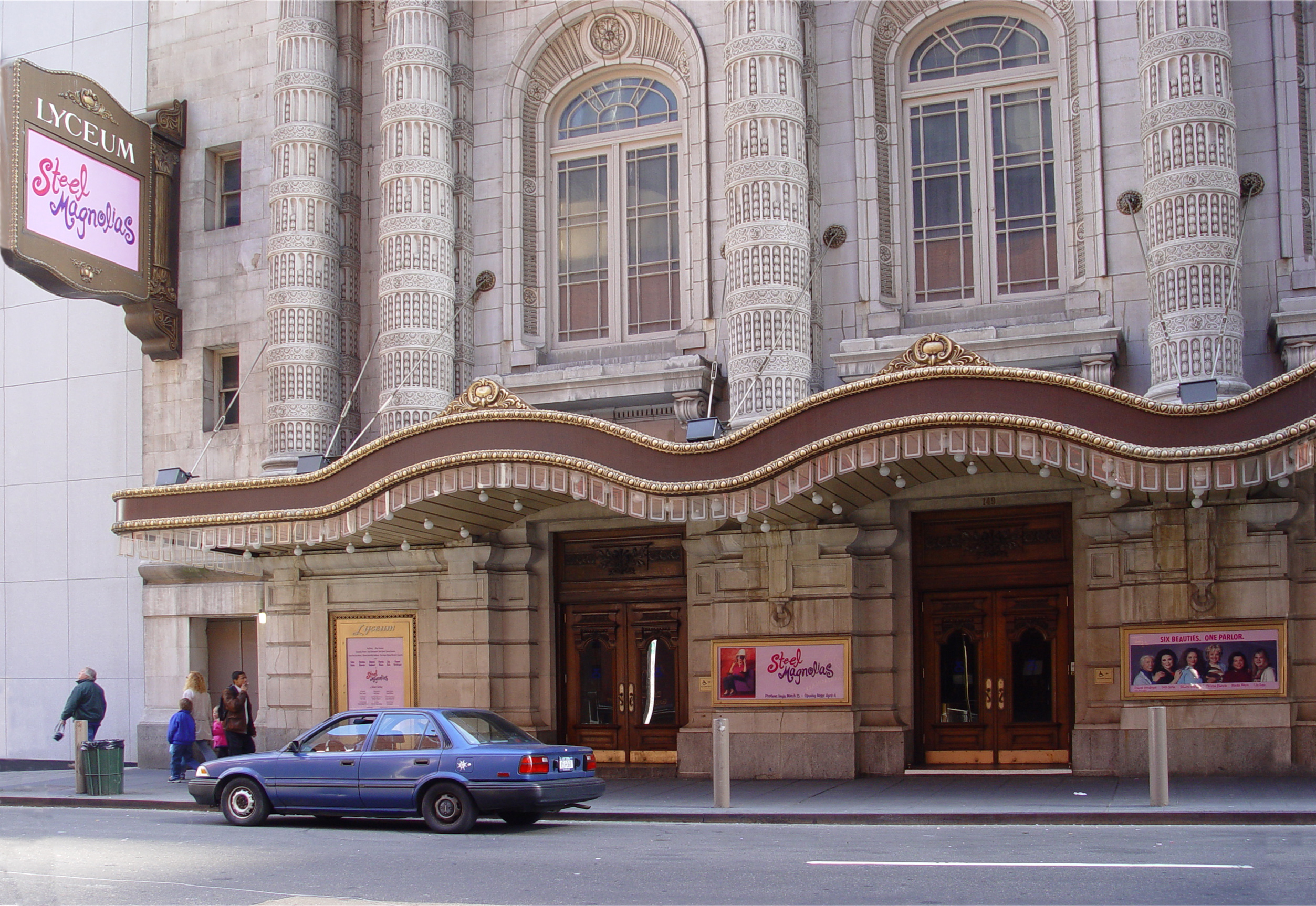
Lyceum, nhà hát lâu đời nhất tại khu Broadway.

| American Airlines Theatre                  | 229 West 42nd Street | 740    |
| Brooks Atkinson Theatre                    | 256 West 47th Street | 1044   |
| Ethel Barrymore Theatre                    | 243 West 47th Street | 1096   |
| Vivian Beaumont Theatre (ở Lincoln Center) | 150 West 65th Street | 1080   |
| Belasco Theatre                            | 111 West 44th Street | 1018   |
| Booth Theatre                              | 222 West 45th Street | 785    |
| Broadhurst Theatre                         | 235 West 44th Street | 1187   |
| The Broadway Theatre                       | 1681 Broadway        | 1752   |
| Circle in the Square Theatre               | 235 West 50th Street | 623    |
| Cort Theatre                               | 138 West 48th Street | 1084   |
| Samuel J. Friedman Theatre                 | 261 West 47th Street | 650    |
| George Gershwin Theatre                    | 222 West 51st Street | 1933   |
| John Golden Theatre                        | 252 West 45th Street | 805    |
| Helen Hayes Theatre                        | 240 West 44th Street | 597    |
| Hilton Theatre                             | 213 West 42nd Street | 1813   |
| Al Hirschfeld Theatre                      | 302 West 45th Street | 1437   |
| Imperial Theatre                           | 249 West 45th Street | 1421   |
| Bernard B. Jacobs Theatre                  | 242 West 45th Street | 1078   |
| Longacre Theatre                           | 220 West 48th Street | 1096   |
| Lunt-Fontanne Theatre                      | 205 West 46th Street | 1475   |
| Lyceum Theatre                             | 149 West 45th Street | 924    |
| Majestic Theatre                           | 247 West 44th Street | 1655   |
| Marquis Theatre                            | 1535 Broadway        | 1604   |
| Minskoff Theatre                           | 200 West 45th Street | 1710   |
| Music Box Theatre                          | 239 West 45th Street | 1010   |
| Nederlander Theatre                        | 208 West 41st Street | 1203   |
| New Amsterdam Theatre                      | 214 West 42nd Street | 1747   |
| Eugene O'Neill Theatre                     | 230 West 49th Street | 1108   |
| Palace Theatre                             | 1564 Broadway        | 1784   |
| Richard Rodgers Theatre                    | 226 West 46th Street | 1368   |
| Gerald Schoenfeld Theatre                  | 236 West 45th Street | 1079   |
| Shubert Theatre                            | 225 West 44th Street | 1521   |
| Neil Simon Theatre                         | 250 West 52nd Street | 1297   |
| St. James Theatre                          | 246 West 44th Street | 1623   |
| Studio 54                                  | 254 West 54th Street | 920    |
| Walter Kerr Theatre                        | 219 West 48th Street | 947    |
| August Wilson Theatre                      | 245 West 52nd Street | 1275   |
| Winter Garden Theatre                      | 1634 Broadway        | 1513   |